# Puymirol
Puymirol est une commune française, située dans le département de Lot-et-Garonne (région Nouvelle-Aquitaine).

## Géographie

### Localisation
La commune se trouve dans la vallée de la Séoune, en Pays de Serres, et est limitrophe du département de Tarn-et-Garonne.
Elle fait partie de l'Agenais, dans l'ancienne province de Guyenne.
Puymirol se trouve dans l'aire d'attraction d'Agen, ainsi que dans la zone d'emploi et dans ler bassin de vie de cette ville

### Communes limitrophes
Les communes limitrophes sont La Sauvetat-de-Savères, Perville, Saint-Caprais-de-Lerm, Saint-Martin-de-Beauville, Saint-Pierre-de-Clairac, Saint-Romain-le-Noble, Saint-Urcisse et Tayrac.
| La Sauvetat-de-Savères, Saint-Caprais-de-Lerm | Saint-Martin-de-Beauville | Tayrac                     |
| Saint-Pierre-de-Clairac                       | Puymirol                  | Perville (Tarn-et-Garonne) |
| Saint-Romain-le-Noble                         | Saint-Urcisse             |                            |

### Géologie et relief
La superficie de la commune est de 19,54 km2 ; son altitude varie de 57  à   191 mètres.

### Hydrographie
La Séoune, le Ruisseau de Combe d'Auvergne et le Ruisseau de Montanaud sont les principaux cours d'eau traversant la commune.

### Climat
Pour des articles plus généraux, voir Climat de la Nouvelle-Aquitaine et Climat de Lot-et-Garonne.
Historiquement, la commune est exposée à un climat océanique aquitain.
En 2020, Météo-France publie une typologie des climats de la France métropolitaine dans laquelle la commune est exposée à un climat océanique altéré et est dans la région climatique Aquitaine, Gascogne, caractérisée par une pluviométrie abondante au printemps, modérée en automne, un faible ensoleillement au printemps, un été chaud (19,5 °C), des vents faibles, des brouillards fréquents en automne et en hiver et des orages fréquents en été (15 à 20 jours).
Pour la période 1971-2000, la température annuelle moyenne est de 13,3 °C, avec une amplitude thermique annuelle de 15,3 °C. Le cumul annuel moyen de précipitations est de 802 mm, avec 11,3 jours de précipitations en janvier et 6,9 jours en juillet. Pour la période 1991-2020, la température moyenne annuelle observée sur la station météorologique la plus proche, située sur la commune de Laroque-Timbaut à 11 km à vol d'oiseau, est de 14,0 °C et le cumul annuel moyen de précipitations est de 821,7 mm,. Pour l'avenir, les paramètres climatiques de la commune estimés pour 2050 selon différents scénarios d’émission de gaz à effet de serre sont consultables sur un site dédié publié par Météo-France en novembre 2022.

### Milieux naturels et biodiversité
Le coteau de Combe-Galdou est un site naturel remarquable géré par le conservatoire d'espaces naturels d'Aquitaine. Ce site abrite une grande diversité d'orchidées sauvages ainsi que des espèces rares et protégées de papillons de jour comme le Damier de la succise ou encore l'Azuré du serpolet, inventorié en 2009 et dont il s'agit ici d'une des plus importantes populations connues en Lot-et-Garonne.

## Urbanisme

### Typologie
Au 1er janvier 2024, Puymirol est catégorisée commune rurale à habitat dispersé, selon la nouvelle grille communale de densité à sept niveaux définie par l'Insee en 2022.
Elle est située hors unité urbaine. Par ailleurs la commune fait partie de l'aire d'attraction d'Agen, dont elle est une commune de la couronne,. Cette aire, qui regroupe 81 communes, est catégorisée dans les aires de 50 000 à moins de 200 000 habitants,.

### Occupation des sols

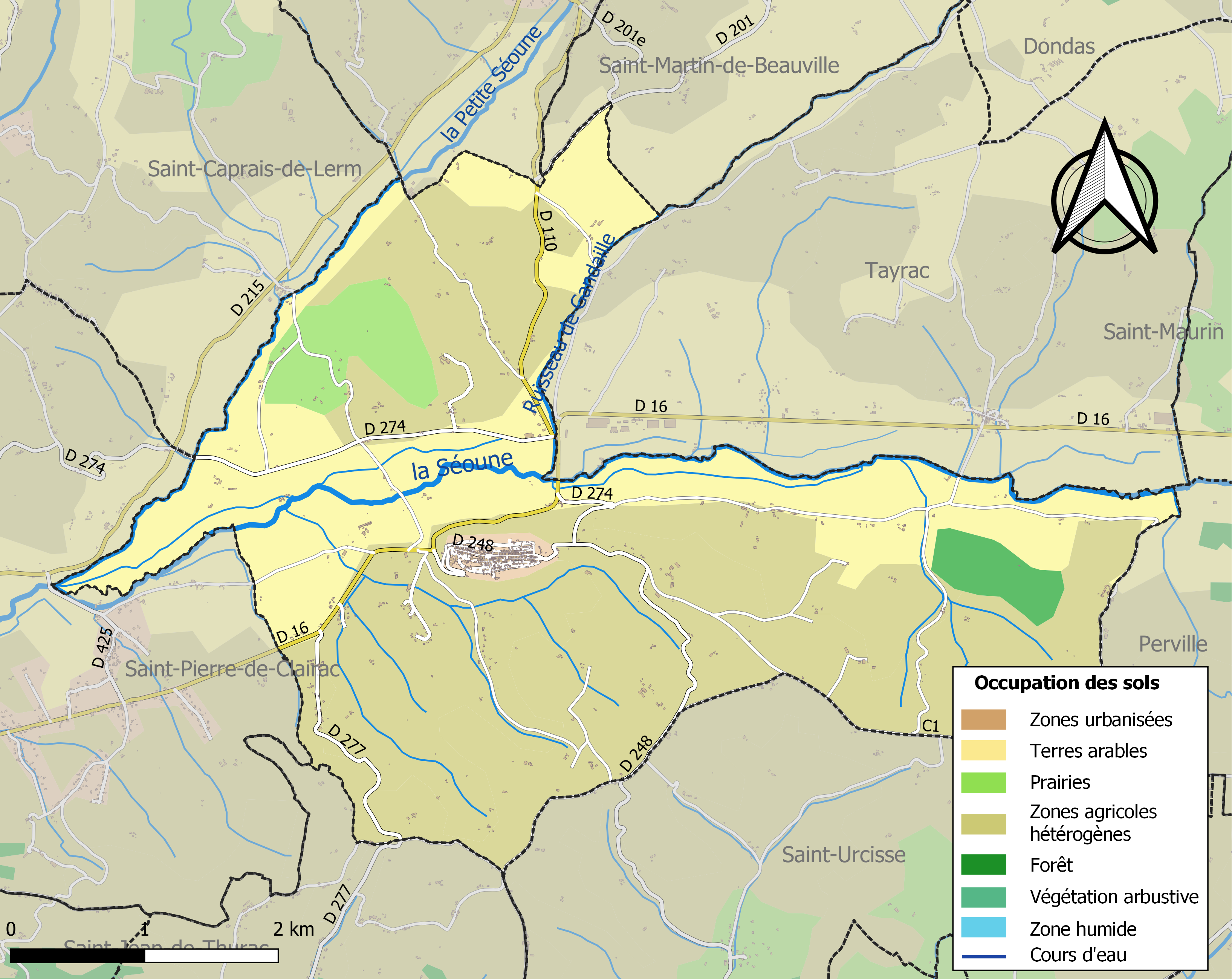
Carte des infrastructures et de l'occupation des sols de la commune en 2018 (CLC).

L'occupation des sols de la commune, telle qu'elle ressort de la base de données européenne d’occupation biophysique des sols Corine Land Cover (CLC), est marquée par l'importance des territoires agricoles (96,8 % en 2018), en diminution par rapport à 1990 (98 %). La répartition détaillée en 2018 est la suivante : 
zones agricoles hétérogènes (61,2 %), terres arables (31,4 %), prairies (4,2 %), forêts (2 %), zones urbanisées (1,3 %). L'évolution de l’occupation des sols de la commune et de ses infrastructures peut être observée sur les différentes représentations cartographiques du territoire : la carte de Cassini (XVIIIe siècle), la carte d'état-major (1820-1866) et les cartes ou photos aériennes de l'IGN pour la période actuelle (1950 à aujourd'hui).

### Morphologie urbaine
Puymirol est une ancienne bastide fondée en 1246 sur les falaises calcaires et dotée d'une organisation urbaine régulière le long d'une voie qui traverse la place centrale et relie les portes est et ouest des remparts.

### Habitat et logement
En 2021, le nombre total de logements dans la commune était de 514, alors qu'il était de 509 en 2016 et de 497 en 2011.
Parmi ces logements, 76,1 % étaient des résidences principales, 10,7 % des résidences secondaires et 13,2 % des logements vacants. Ces logements étaient pour 90 % d'entre eux des maisons individuelles et pour 7,8 % des appartements.
Le tableau ci-dessous présente la typologie des logements à Puymirol en 2021 en comparaison avec celle de Lot-et-Garonne et de la France entière. Une caractéristique marquante du parc de logements est ainsi une proportion de résidences secondaires et logements occasionnels (10,7 %) supérieure à celle du département (6,3 %) et à celle de la France entière (9,7 %).
| Typologie                                               | Puymirol | Lot-et-Garonne | France entière |
| ------------------------------------------------------- | -------- | -------------- | -------------- |
| Résidences principales (en %)                           | 76,1     | 82,1           | 82,2           |
| Résidences secondaires et logements occasionnels (en %) | 10,7     | 6,3            | 9,7            |
| Logements vacants (en %)                                | 13,2     | 11,6           | 8,1            |

### Risques naturels et technologiques
Le territoire de la commune de Puymirol est vulnérable à différents aléas naturels : météorologiques (tempête, orage, neige, grand froid, canicule ou sécheresse), inondations, mouvements de terrains et séisme (sismicité très faible). Il est également exposé à un risque technologique, le risque nucléaire. Un site publié par le BRGM permet d'évaluer simplement et rapidement les risques d'un bien localisé soit par son adresse soit par le numéro de sa parcelle.

#### Risques naturels
Certaines parties du territoire communal sont susceptibles d’être affectées par le risque d’inondation par une crue à  débordement lent de cours d'eau, notamment la Séoune, le Ruisseau de Gandaille et la Petite Séoune. La commune a été reconnue en état de catastrophe naturelle au titre des dommages causés par les inondations et coulées de boue survenues en 1982, 1993, 1999, 2007, 2009 et 2021,.
Les mouvements de terrains susceptibles de se produire sur la commune sont des affaissements et effondrements liés aux cavités souterraines (hors mines), des glissements de terrain et des tassements différentiels. Afin de mieux appréhender le risque d’affaissement de terrain, un inventaire national permet de localiser les éventuelles cavités souterraines sur la commune.

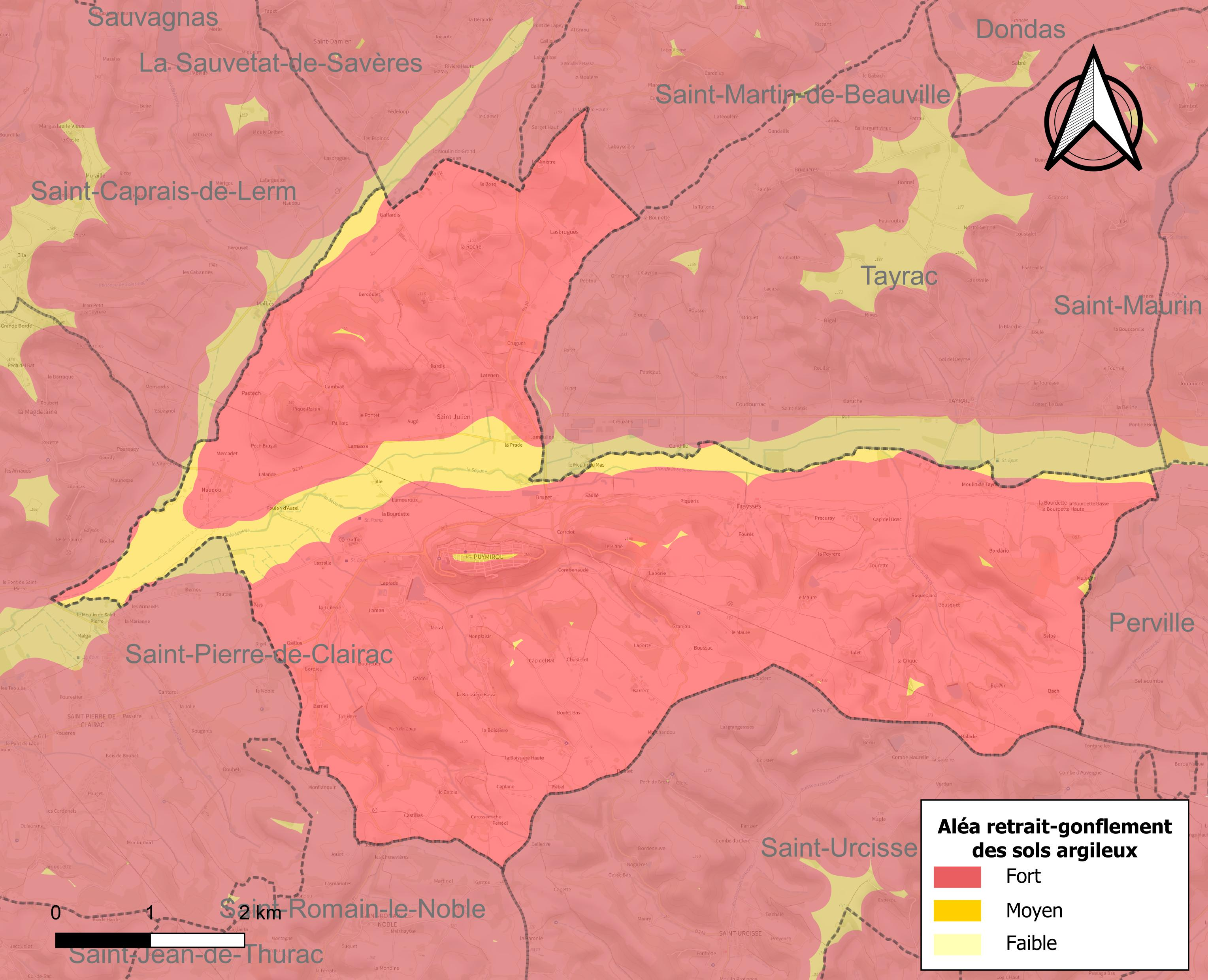
Carte des zones d'aléa retrait-gonflement des sols argileux de Puymirol.

Le retrait-gonflement des sols argileux est susceptible d'engendrer des dommages importants aux bâtiments en cas d’alternance de périodes de sécheresse et de pluie. La totalité de la commune est en aléa moyen ou fort (91,8 % au niveau départemental et 48,5 % au niveau national). Depuis le 1er octobre 2020, en application de la loi ELAN, différentes contraintes s'imposent aux vendeurs, maîtres d'ouvrages ou constructeurs de biens situés dans une zone classée en aléa moyen ou fort,.
Concernant les mouvements de terrains, la commune a été reconnue en état de catastrophe naturelle au titre des dommages causés par la sécheresse en 2009 et 2011 et par des mouvements de terrain en 1999.

#### Risque technologique
La commune étant située dans le périmètre du plan particulier d'intervention (PPI) de 20 km autour de la centrale nucléaire de Golfech, elle est exposée au risque nucléaire. En cas d'accident nucléaire, une alerte est donnée par différents médias (sirène, sms, radio, véhicules). Dès l'alerte, les personnes habitant dans le périmètre de 2 km se mettent à l'abri. Les personnes habitant dans le périmètre de 20 km peuvent être amenées, sur ordre du préfet, à évacuer et ingérer des comprimés d’iode stable,,.

## Histoire

### Moyen Âge
Assise sur un plateau escarpé à 153 mètres d'altitude, la ville de Puymirol est une ancienne bastide du treizième créée par Raymond VII, comte de Toulouse, sur un terrain cédé par Pierre de Reims, évêque d'Agen. La date de 1246 est donnée comme celle de la fondation de cette place réputée imprenable.
Cependant, les mots agrandissement, transformation et aménagement sembleraient plus exacts puisqu'un centre de population s'y trouvait déjà, près d'une église dédiée à saint Seurin. Ce bourg primitif devait avoir une origine ancienne puisque ses foires sont citées dans un acte de 1100. Connu sous différents noms, Puymirol, appelé Podium ad Mirandum à la fin de l'Antiquité (le mont d'où l'on voit), est rebaptisé Grand Castel, ou Grande Castellum par Raymond VII, celui-ci voulant faire du pech, une place stratégique, un poste avancé à la limite du Toulousain et de l'Agenais, afin de garder un certain contrôle des terres que lui avait laissé le traité de Paris de 1229.
Néanmoins, le nom de Grand Castel ne s'impose pas durablement, et l'appellation plus ancienne de Puymirol ressurgit. Une église nouvelle, construite en même temps que la bastide, est placée sous le vocable de Notre-Dame-de-l'Assomption, dont la matrice était encore au XIIIe siècle l'église préexistante de Saint-Seurin.
La fondation de Puymirol/Grand Castel par Raymond VII, ne peut, comme l'accuse sa dénomination, être dissociée d'un château, d'un castel dès son origine. Établi par le comte de Toulouse, il organise et définit la fonction de la ville. Première née d'un phénomène de construction des bastides en Agenais, Puymirol se présente sous un jour singulier : ville médiévale aux allures de bastides, aux fonctions originellement militaires qui la rapprocherait alors d'un bourg castral. Si Raymond VII choisit pour cette nouvelle colonie le nom Grand Castel, il entend bien donner au lieu une dimension militaire et imposante. C'est en cela que Puymirol se distingue des bastides agenaises érigées dans la seconde moitié du XIIIe siècle, une création motivée par des critères qui lui sont propres.
En 1286, Édouard Ier, roi d'Angleterre, octroya de nouvelles coutumes aux habitants de la cité. Ces privilèges étaient considérables car, pendant les alternatives d'occupation anglaise ou française, chaque parti avait intérêt à renchérir sur les faveurs et concessions pour s'assurer le concours et l'obéissance des habitants d'une place aussi importante. Toutes les villes de l'Agenais ont été assiégées, prises et reprises bien des fois depuis la guerre des Albigeois jusqu'à celles de la Fronde. Cependant, Puymirol eut à subir moins d'assauts que la plupart des autres, sans doute parce qu'elle semblait inexpugnable. Elle fut assiégée sans succès, en 1324, par les troupes françaises ; elle était alors défendue par l'un des meilleurs capitaines du parti anglais, Amanieu du Fossat, seigneur de Madaillan.
Cette ville représente le type parfait des cités médiévales. L'enceinte qui suivait le contour du plateau avait une longueur de 790 mètres sur une largeur de 90 à 250 mètres. Quatre portes d'inégales dimensions étaient percées dans cette enceinte : la porte de Saint-Seurin au sud, la porte de la Citadelle à l'est, la porte de la Rause au nord et la porte de la Comtale à l'ouest, elles représentent de nos jours des rues permettant d'accéder aux remparts. Puymirol a, dans le sens de sa longueur, plusieurs rues qui sont coupées par d'autres perpendiculaires et la place des Cornières est presque au centre. Trois puits, régulièrement espacés dans la rue centrale, servaient à approvisionner la population.
En 1337, la ville et le château de Puymirol sont assiégés par Étienne Le Galois de la Baume, grand-maître des arbalétriers commandant les troupes françaises. La capitulation se fait en date du 17 juillet 1337. Ce siège marque le début des hostilités de la Guerre de Cent-Ans "sur le terrain" entre les rois de France et d'Angleterre.

### Temps modernes
Pendant les Guerres de Religiondu XVIe siècle, Puymirol, attaquée par les protestants en novembre 1569, est défendue victorieusement par François de Montpezat. Mais, en 1574, les protestants réussissent à l'occuper, peut-être par trahison, et s'y maintiennent jusqu'à l'avènement d'Henri IV.
Ce prince, alors qu'il guerroyait en Guyenne, avait fait de Puymirol une des places de sûreté à laquelle il semblait avoir tenu tout particulièrement. Henri IV apporte également de nouvelles fortifications, plus robustes, au château de Puymirol. Il subsiste de nos jours la tour Fica(r)t sur la pointe sud-est du rempart.
Au XVIe siècle, l'église Saint-Seurin, sise hors des murs, et l'église urbaine Notre-Dame sont détruites par les protestants qui réemploient les matériaux aux fortifications.
La première n'a jamais été relevée. De la deuxième, le beau porche et le clocher ont seuls été épargnés.
Sous l'Ancien Régime, la halle au blé de Puymirol est l'une des plus importantes de Guyenne. Les transactions y atteignent un chiffre d'autant plus élevé que les négociants de la juridiction apportaient d'énormes quantités de grains à destination des colonies.
Embarquées soit à Lafox, soit à Laspeyre, ces denrées descendaient la Garonne jusqu'à Bordeaux où elles empruntaient la voie maritime.
Le marché aux céréales était régulièrement tenu le mardi et le vendredi de chaque semaine et le greffier communal était chargé d'enregistrer les cours sur le fourleau ou livre des mercuriales.
Ces documents soigneusement conservés permettent de constater au jour le jour, pendant trois siècles, les variations du prix du froment, du millet ou des fèves.
Parfois cependant on trouve la mention suivante: …marché nul à cause des foires du Gravier, à Agen ou encore Le marché n'a pas été tenu parce qu'il coïncidait avec la fête de Notre-Dame de septembre.
La mention suivante qui figure à la date de 1752 (Point de marché par suite de la feste de Crocotaro dans la présente ville) s'explique par la procession instituée après la terrible épidémie de peste qui ravagea Puymirol en 1363. En partant de l'église Notre-Dame de Grand-Castel, on portait le saint sacrement à travers les rues de la ville puis autour des cornières et on allait jusqu'à la citadelle des prisons. Cette cérémonie religieuse s'est déroulée pendant plusieurs siècles, chaque année, le troisième vendredi de mars, en exécution des vœux des aïeux puymirolais.

## Politique et administration

### Rattachements administratifs et électoraux

#### Rattachements administratifs
La commune se trouve dans l'arrondissement d'Agen du département du Lot-et-Garonne.
Elle était depuis 1793 le chef-lieu du canton de Puymirol. Dans le cadre du redécoupage cantonal de 2014 en France, cette circonscription administrative territoriale a disparu, et le canton n'est plus qu'une circonscription électorale.

#### Rattachements électoraux
Pour les élections départementales, la commune fait partie depuis 2014 du canton du Sud-Est agenais.
Pour l'élection des députés, elle fait partie de la première circonscription de Lot-et-Garonne.

### Intercommunalité
Puymirol était le siège de la petite communauté de communes des Deux Séounes, un établissement public de coopération intercommunale (EPCI) à fiscalité propre créé en 1993 et auquel la commune avait transféré un certain nombre de ses compétences, dans les conditions déterminées par le code général des collectivités territoriales.
Conformément aux prescriptions de la loi de réforme des collectivités territoriales du 16 décembre 2010, qui a prévu le renforcement et la simplification des intercommunalités et la constitution de structures intercommunales de grande taille, celle-ci a fusionné avec sa voisine le 1er janvier 2013 pour former la communauté de communes Porte d'Aquitaine en Pays de Serres,
Dans le cadre des dispositions de la loi portant nouvelle organisation territoriale de la République du 7 août 2015, qui prévoit que les établissements publics de coopération intercommunale (EPCI) à fiscalité propre doivent avoir un minimum de 15 000 habitants, cette intercommunalité a elle-même fusionné le 1er janvier 2022  au sein de la communauté d'agglomération dénommée Agglomération d'Agen,, dont est désormais membre la commune.

### Liste des maires
| Période                                  | Période                    | Identité                       | Étiquette    | Qualité |
| ---------------------------------------- | -------------------------- | ------------------------------ | ------------ | --- |
| Les données manquantes sont à compléter. |                            |                                |              | |
| 1790                                     | 1794                       | François Labal                 |              | |
| 1794                                     | 1800                       | Joseph Bianabe                 |              | |
| 1800                                     | 1802                       | Antoine Merle                  |              | |
| 1802                                     | 1804                       | Jean Bariste Frontin           |              | |
| 1804                                     | 1818                       | Jean François Lagrange         |              | |
| 1818                                     | 1821                       | Jean Batiste de Causse         |              | |
| 1821                                     | 1830                       | Pierre Antoine de Léonard      |              | |
| 1830                                     | 1840                       | Pierre Basile Merle            |              | |
| 1840                                     | 1848                       | Jean Batiste Lapoujade         |              | |
| 1848                                     | 1851                       | Charles de Léonard             |              | Conseiller général de Puymirol (1848 → 1852) |
| 1851                                     | 1853                       | Adolphe Andrieu                |              | |
| 1853                                     | 1861                       | Jean Batiste Camille de Causse |              | |
| 1861                                     | 1880                       | Jean Batiste Lapoujade         |              | |
| 1880                                     | 1910                       | Jean Soubiran                  | Républicain  | Notaire Conseiller général de Puymirol (1880 → 1904)                                                                                                 |
| 1910                                     | 1935                       | Joseph Vernejoul               |              | Huissier Conseiller d'arrondissement de Puymirol (1880 → 1904)                                                                                       |
| 1935                                     | 1941                       | Élie Carratier                 |              | |
| 1941                                     | 1944                       | Roland Ducros                  |              | |
| 1944                                     | 1947                       | Élie Carratier                 |              | |
| 1947                                     | 1958                       | Henri Tuffal                   |              | |
| 1958                                     | 1962                       | Paul Lucien Gauthier           |              | |
| 1962                                     | 1966                       | Gilbert Lafabrie               |              | |
| 1966                                     | juin 1995                  | Michel Faure                   | DVD puis RPR | Médecin Conseiller général de Puymirol (1970 → 1994) Vice-président du Conseil général de Lot-et-Garonne (1970 → 1994)                               |
| juin 1995                                | mars 2001                  | André Cabrol                   |              | |
| mars 2001                                | janvier 2023               | Jean-Louis Coureau             | PS-DVG       | Fonctionnaire Président de la CC des Deux Séounes (2011 → 2012) Président de la CC Porte d'Aquitaine en Pays de Serres ( 2016 → 2021) Démissionnaire |
| mars 2023                                | En cours (au 8 avril 2024) | Bernard Durruty                |              | Retraité EDF |

## Équipements et services publics
Un marche de producteurs locaux a lieu les samedis soir des mois d'été.

### Enseignement
L'école communale, pour l'année 2023-2024, scolarise  75 élèves répartis en trois classes.

## Population et société
Les habitants sont appelés les Puymirolais.

### Démographie
L'évolution du nombre d'habitants est connue à travers les recensements de la population effectués dans la commune depuis 1793. Pour les communes de moins de 10 000 habitants, une enquête de recensement portant sur toute la population est réalisée tous les cinq ans, les populations de référence des années intermédiaires étant quant à elles estimées par interpolation ou extrapolation. Pour la commune, le premier recensement exhaustif entrant dans le cadre du nouveau dispositif a été réalisé en 2005.

En 2022, la commune comptait 903 habitants, en évolution de −3,63 % par rapport à 2016 (Lot-et-Garonne : −0,18 %, France hors Mayotte : +2,11 %).
| 1793  | 1800  | 1806  | 1821  | 1831  | 1836  | 1841  | 1846  | 1851  |
| ----- | ----- | ----- | ----- | ----- | ----- | ----- | ----- | ----- |
| 4 647 | 1 332 | 1 576 | 1 622 | 1 594 | 1 613 | 1 635 | 1 602 | 1 601 |

| 1856  | 1861  | 1866  | 1872  | 1876  | 1881  | 1886  | 1891  | 1896  |
| ----- | ----- | ----- | ----- | ----- | ----- | ----- | ----- | ----- |
| 1 550 | 1 482 | 1 508 | 1 487 | 1 430 | 1 387 | 1 313 | 1 219 | 1 140 |

| 1901  | 1906  | 1911 | 1921 | 1926 | 1931 | 1936 | 1946 | 1954  |
| ----- | ----- | ---- | ---- | ---- | ---- | ---- | ---- | ----- |
| 1 062 | 1 012 | 944  | 812  | 788  | 711  | 828  | 784  | 1 108 |

| 1962 | 1968 | 1975 | 1982 | 1990 | 1999 | 2005 | 2006 | 2010 |
| ---- | ---- | ---- | ---- | ---- | ---- | ---- | ---- | ---- |
| 820  | 758  | 742  | 794  | 777  | 864  | 920  | 923  | 965  |

| 2015 | 2020 | 2022 | - | - | - | - | - | - |
| ---- | ---- | ---- | - | - | - | - | - | - |
| 938  | 913  | 903  | - | - | - | - | - | - |

Les données du recensement de 1793 concernent la totalité du territoire de Puymirol, Saint-Caprais, Saint-Jean-de-Thurac, Saint-Pierre-de-Clairac, Saint-Romain-le-Noble et Saint-Urcisse.

### Manifestations culturelles et festivités
- Le festival de jazz Puymi'Jaz, dont la 21e édition a lieu du 17 au juillet 2024[38].

## Culture locale et patrimoine

### Lieux et monuments

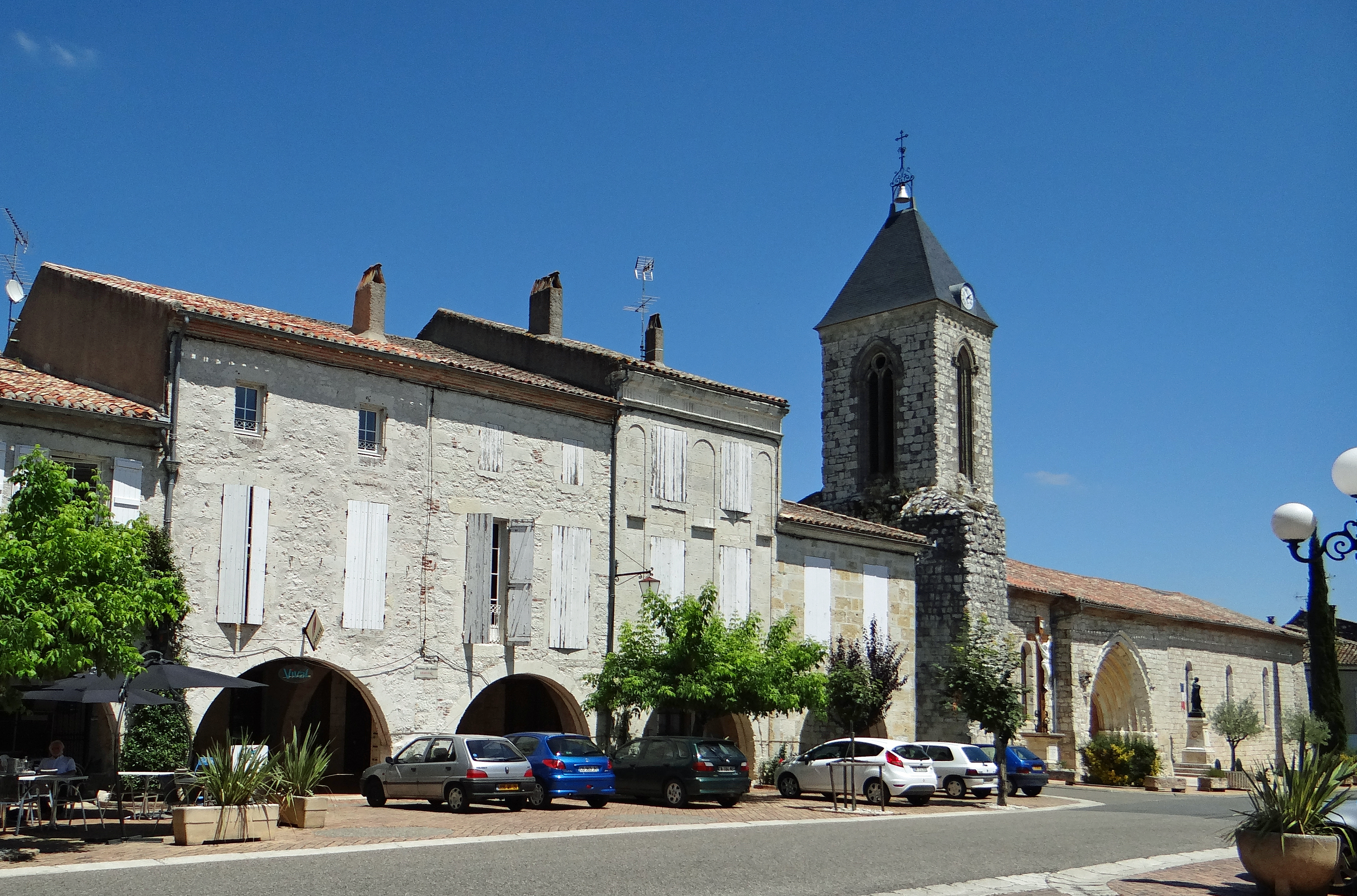
L'église Notre-Dame du Grand-Castel et les bâtiments de la rue Royale et de la place Maréchal-Leclerc.

- Bastide situé sur un éperon rocheux surplombant de plus de 150 mètres la vallée de la Séoune[15],[39].

- L'église Notre-Dame du Grand-Castel actuelle de Puymirol  Inscrit MH (2003)[40], rebâtie au XVIIe siècle, sous la direction de l'architecte La Barberette, après les destructions des Guerres de religion. L'intérieur de l'édifice a été réaménagé dans les années 1950.
Cet édifice est également une nécropole où, sous ses dalles, sont couchés un très grand nombre d'anciens bourgeois de la ville. Pour la période de 1701 à 1781, s'y trouvent près de quatre cents sépultures alignées d'une manière générale en bordure entre les murs et le chemin de pierre qui les longe vers le grand axe de la nef. En affirmant le droit de banc, on achetait le droit de sépulture sous le même banc. En principe, les fidèles investis d'une fonction étaient enterrés sous le banc réservé à leur charge, les juges sous le banc de la justice, devant le balustre, côté évangile, les consuls sous le banc consulaire, à la hauteur du précédent, côté épître, les curés dans les chœurs, les vicaires à la sacristie, les régents sous la chaire, les notaires en face, etc[réf. nécessaire].
- Église Saint-Julien-de-Boissaguel de Puymirol[41].

- Église Saint-Pierre-ès-Liens de Fraysses.
- Les remparts de Puymirol, construits (ou restaurés) en 1283 par le gendre de Raymond VII, Alphonse de Poitiers et démolis sous Louis XIV, dont il subsiste quelques fractions appliquées, çà et là, dans le vide des rochers. Ils sont longés par le tour de ronde[15],[42].

- La citadelle, élevée à l'est pour défendre le point le plus accessible, dont il ne subsiste que l'emplacement d'où l'on découvre une vue superbe.
- Château de Pech-Redon  Inscrit MH (2008)[43], construit sur une coline vers 1480 par Vincent Bilhonis, vicaire général du diocèse d'Agen. Légué aux Annonciades pour la création d'un noviciat, le bâtiment, occupé par les Huguenots, est canonné, pris et brûlé par les troupes du maréchal de Biron, qui massacrent la garnison en 1580
- Maisons anciennes qui ont des arcatures en cintre brisé, remontant peut-être au XIIIe siècle, voisinent avec d'autres, fort belles, des XVe, XVIe et XVIIe siècles, dont une  Inscrit MH (1951, façade et la couverture) à pilastres plats séparant les fenêtres et encadrant la porte d'entrée de forme circulaire. Motifs de damiers et de grecque formant corniche[44].
- Musée municipal qui présente plus de 800 pierres cristallines du monde entier, ainsi que des outils de la vigne du XVIIe siècle jusqu’au début du XXe siècle[45]

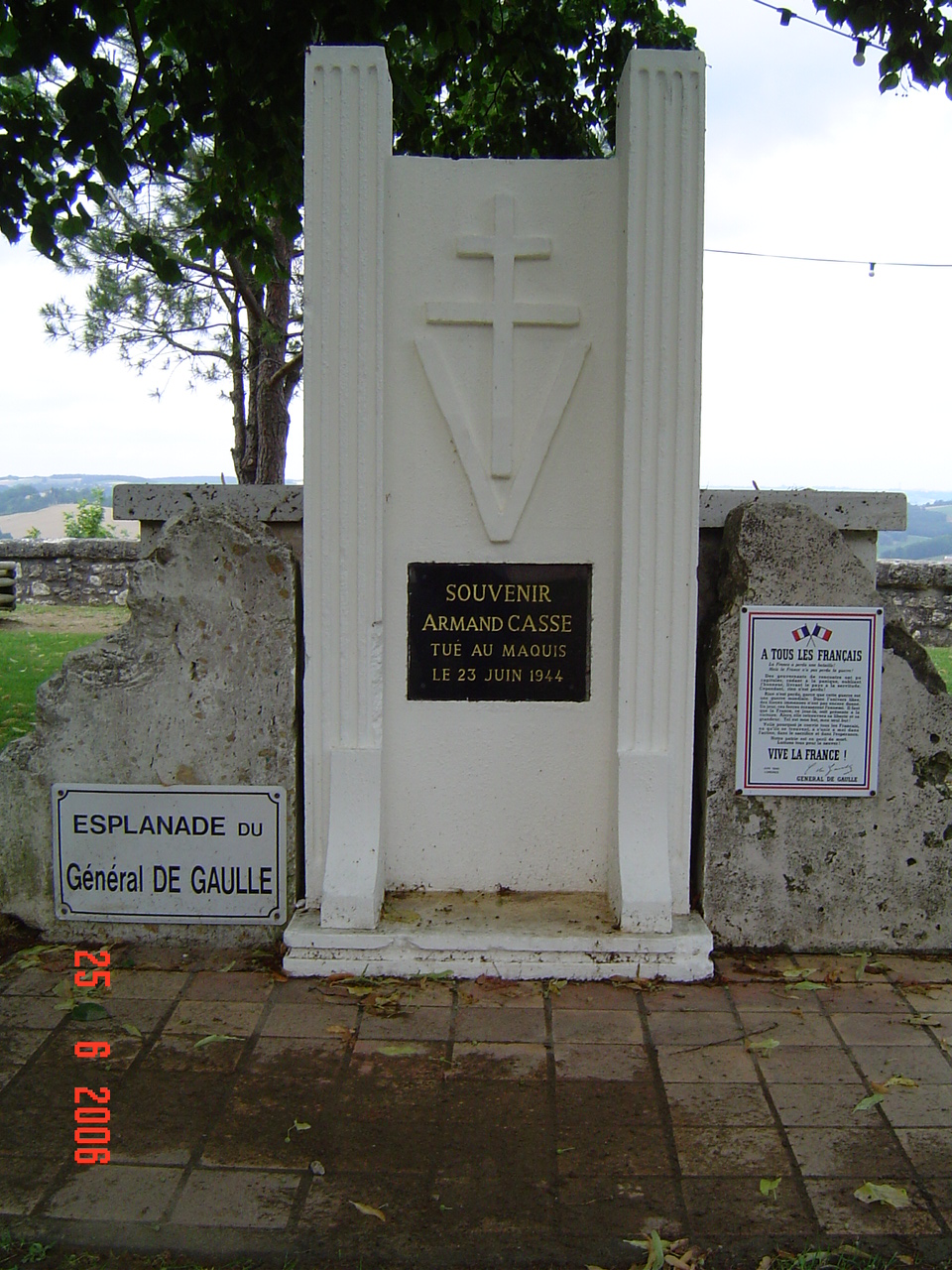
Stèle à la mémoire d'Armand Casse.

- Stèle à la mémoire d'Armand Casse, Résistant, membre du Corps Franc Pommiès assassiné par les nazis à Caudecoste, place du forail.
Un groupe de résistants, dont Parat, greffier de justice à l'époque, était en liaison avec celui de Saint-Pierre-de-Clairac, village voisin et lieu d'un massacre perpétré par les nazis l'après-midi du 7 juin 1944[46].
- Circuit de promenade Tèrra Aventura[47].

### Personnalités liées à la commune
- Guillaume Léonard de Bellecombe (1728-1792), militaire et administrateur colonial du XVIIIe siècle), a étudié à Puymirol[48]
- Thomas Noguères (1739-1794), homme politique né à Puymirol, député du Lot-et-Garonne à la Convention.

- François Lagrange (1754-1816), homme politique, député des Bouches-du-Rhône de 1799 à 1804, y est né et mort.

## Divers
- Les loges de L'Aubergade, hôtel-restaurant étoilé.

### Héraldique
| Blason de Puymirol | Blason  | D'or au mont de gueules posé en abîme, accosté de deux arbres de sinople.                 |
| Blason de Puymirol | Détails | Armes parlantes (Puymirol : puy ⇒ mont). Le statut officiel du blason reste à déterminer. |

## Pour approfondir